# Louis van Schijndel
Louis van Schijndel (født 21. februar 1915, død 5. december 1993) var en cykelrytter fra Holland. Han dyrkede både banecykling og landevejscykling.
I 1936 blev van Schijndel nummer to ved de hollandske mesterskaber i landevejscykling.
Ved Københavns seksdagesløb i 1937 med makkeren Frans Van Den Broeck endte de på tredjepladsen. Samme år blev parret også nummer tre ved seksdagesløbet i Rotterdam. Året efter ved løbet i Gent endte de igen på tredjepladsen.